# 昂哥立安
昂哥立安（Ungoliant），是英國作家約翰·羅納德·瑞爾·托爾金（J. R. R. Tolkien）的史詩式奇幻小說《精靈寶鑽》中的角色。
昂哥立安被描繪成一隻邪惡的巨型蜘蛛。在《魔戒》當中曾經短暫描述過她，但她的主要事跡在《精靈寶鑽》中提及。

## 名字
昂哥立安名字在辛達林語中代表"黑暗蜘蛛"，這詞來自昆雅語的"Ungwë liantë"；此外，她也被稱為「黑暗編織者」，此詞在辛達林語中為"Gwerlum"，而在昆雅語中則為"Wirilomë"。

## 生平
昂哥立安的起源不明，托爾金從未精確地描述她的出現，只是略說她在世界出現前已存在。她可能是埃努（Ainur）之一，在埃努的大樂章時被魔苟斯（Morgorth）所墮落，抑或是虛空和黑暗的化身。昂哥立安與湯姆·龐巴迪（Tom Bombadil）及貝露庭爾王后（Queen Berúthiel）的貓一樣，托爾金都從未在故事中提供關於他們的精晰背景。
在《精靈寶鑽》中，昂哥立安協助米爾寇（Melkor）攻擊了雙聖樹。她吸乾了雙聖樹的樹汁，並毒殺了雙聖樹，而且她更喝乾了瓦爾妲(Varda)的井，她的力量變得更強、身型變得更龐大，甚至連米爾寇也深感恐懼。雙聖樹一死，維林諾（Valinor）光芒的泉源消失，世界陷於一片黑暗之中。雙聖樹的光芒自此僅留存在費諾（Fëanor）的精靈寶鑽之內。昂哥立安編織出來的黑暗無法穿透，令維拉們都籠罩於黑暗和混亂之中，讓昂哥立安和米爾寇成功逃脫。
米爾寇曾經答應昂哥立安，會把所有他從佛密諾斯奪來的珍寶奉送予她。來到攔魔絲（Lammoth）一地時，昂哥立安便命令米爾寇交出所有珍寶。米爾寇起初交出了大部份的寶石，但他拒絕把精靈寶鑽交給昂哥立安，結果昂哥立安一怒之下編織起羅網綑綁著米爾寇，試圖將他殺死。米爾寇痛苦之下的喊叫傳到安格班的深處，引來了大量炎魔（Balrogs），牠們揮舞火鞭將昂哥立安的蜘蛛網打斷，並趕走了昂哥立安。
昂哥立安逃進了戈堝洛斯山脈，在蕩國斯貝谷之中，她誕生了無數像她一樣的巨型蜘蛛，《哈比人歷險記》中幽暗密林（Mirkwood）的蜘蛛，以及《魔戒三部曲》中的巨型蜘蛛屍羅（Shelob）都是她的後裔。
最終昂哥立安來到遙遠的南方，可能是哈拉德威治的沙漠中，她的無窮飢餓使她最終吞噬了自己。在另一種埃蘭迪爾遠航的版本裡，埃蘭迪爾在南方將她殺掉。
一些讀者認為昂哥立安是在創世之前已經存在的「黑暗」化身，與象徵着光明的伊露維塔神相對立，部份讀者認為在南杜姆戈辛（Nan Dungorthin）被崇拜的「無名神祇」和居住在摩瑞亞地底深處的「無名生物」可能是昂哥立安的後代。

## 改編
網路遊戲《天堂Lineage》中出過過同名的蜘蛛型怪物，中文被繹為「楊果里恩」。